# TV 1861 Erlangen-Bruck
Der TV 1861 Erlangen-Bruck, kurz TV61 Bruck, ist ein Sportverein aus der mittelfränkischen Stadt Erlangen.

## Geschichte
Am 11. August 1861 gründeten 13 junge Männer in der Gaststätte Zum Ritter St.Georg den Turnverein Markt Bruck. Als Turnplatz diente damals eine Bergwiese zwischen Bergwieschen zwischen Bruck und Eltersdorf. Der TV 1861 Erlangen-Bruck ist ein Mehrspartenverein mit einem Vereinsgelände im Erlanger Stadtteil Bruck, der die Sportarten Gymnastik, Handball, Tennis, Turnen und Volleyball anbietet.

## Handball
Die Saison 2017/18 konnte als Meister in der Handball-Bayernliga beendet werden. Somit stieg die Mannschaft zur Saison 2018/19 in die 3. Liga, Staffel Ost auf. 2016 waren die Brucker Handballer BHV-Pokalfinalist und mussten sich nur gegen den TSV Unterhaching geschlagen geben.

### Erfolge
| Männer - Aufstieg in die 3. Liga (Handball) 2018 - Bayerischer Meister (4. Liga) 2018, 2025 - Bayerischer Vizemeister (4. Liga) 2024 - Aufstieg in die Bayernliga (3. Liga) 1974 - Verbandsligameister Nord (4. Liga) 1974 | Männer - Aufstieg in die Verbandsliga (4. Liga) 1977 - Aufstieg in die Bayernliga 2015 - Aufstieg in die Landesliga 2012 - Landesligameister Nord 2015 - BHV Pokalfinalist 2016 |

Frauen
- Nordbayerischer Landesliga-Vizemeister 2023
- Aufstieg in die Landesliga 2022
- Ostbayerischer Meister 2022
- Ostbayerischer Vizemeister 2025